# Erica inamoena
Erica inamoena är en ljungväxtart som beskrevs av Dulfer. Erica inamoena ingår i släktet klockljungssläktet, och familjen ljungväxter. Inga underarter finns listade i Catalogue of Life.